# Stelis nyssonoides
Stelis nyssonoides är en biart som först beskrevs av Charles Thomas Brues 1903.  Stelis nyssonoides ingår i släktet pansarbin, och familjen buksamlarbin. Inga underarter finns listade i Catalogue of Life.